# Haarberg (Aachen)
Der Haarberg ist mit 239,3 Metern Höhe die höchste Erhebung im Aachener Stadtbezirk Haaren und gehört zum Naherholungsgebiet von Haaren und Verlautenheide. An der höchsten Stelle ist ein weithin sichtbares, großes Kreuz aufgerichtet, das Haarener Kreuz. 1969 wurde unweit des Kreuzes nach den Plänen des Haarener Architekten Paul Stollmann eine Kapelle gebaut, die katholische Friedenskapelle. Im Rahmen des "Ökologieprojekts Haarberg" wurde die Landschaft rund um den Haarberg von 2004 bis 2009 behutsam neu gestaltet. Wegeverbindungen wurden ausgebaut und Streuobstwiesen und zusätzliche Biotopflächen angelegt.

## Geologie
Der Haarberg liegt am Nordostrand des Aachener Talkessels und zählt geologisch zum sogenannten Verlautenheidener Horst und damit zur nördlichsten Landschaft, die durch Schichten aus dem Erdaltertum (Devonische Schichten) geformt wurde.

## Geschichte
Als im Oktober 1944 amerikanische Truppen von Stolberg und Eilendorf aus nach Haaren vorrückten, lag die Anhöhe vor Aachen an der vordersten US-Kampflinie und spielte eine strategisch wichtige Rolle. Entsprechend hart umkämpft war der Haarberg oder "Crucifix Hill", wie er von den Amerikanern genannt wurde. Neunmal wechselte er den Besitzer. Acht Tage nach der Einnahme des Haarbergs konnte der Belagerungsring um Aachen geschlossen werden.

## Haarener Kreuz
1891 wurde das erste Gipfelkreuz auf dem Haarberg errichtet. Es war 14 m hoch, aus Ziegelsteinen gemauert und rot verputzt. Das eigentliche Kreuz bestand aus zwei sich kreuzenden Querbalken, die in die vier Himmelsrichtungen zeigten. Im unteren Teil der Anlage waren in vier Nischen biblische Szenen dargestellt. Das Kreuz war eine Stiftung des Haarener Schreiner und Bauunternehmer Johann Georg Gilliam und nach dessen Vorgaben vom Aachener Architekten Heinrich van Kann geplant und ausgeführt. Im Oktober 1944 wurde das Bauwerk zerstört – ob bei der Erstürmung des Berges durch Artilleriebeschuss oder ob es gesprengt wurde, ist nicht geklärt.
Bereits 1947 wurde auf Anregung des damaligen Pfarrers Engelbert Willms ein neues, einfaches Holzkreuz auf dem Haarberg errichtet. Dieses hielt nur wenige Jahre und wurde 1954 durch ein Kreuz aus imprägnierten Fichtenstangen ersetzt. 1971 wurde das Holzkreuz abgerissen. Die damals noch selbstständige Gemeinde Haaren ließ nach den Plänen des Architekten Paul Stollmann ein 15 m hohes Metallkreuz mit einem 8 m breiten Querbalken errichten, das seitdem auf einem runden Aussichtsplateau aus Beton steht.
In Erinnerung an das alte Haarener Kreuz wurde 2015 eine Nachbildung im Maßstab 1:10 durch Franz Josef Heuser und Wilfried Koerens angefertigt, die in der Akazienstraße in Aachen-Haaren aufgestellt wurde. In den oberen Nischen befinden sich Szenen aus dem Leben und Leiden Christi: Geburt, Kreuzigung, Auferstehung und Himmelfahrt. Die unteren Nischen zeigen die vier Haarener Pfarrpatrone St. Germanus, St. Hubert, St. Elisabeth und St. Martin.

Das erste Haarener Kreuz von 1891
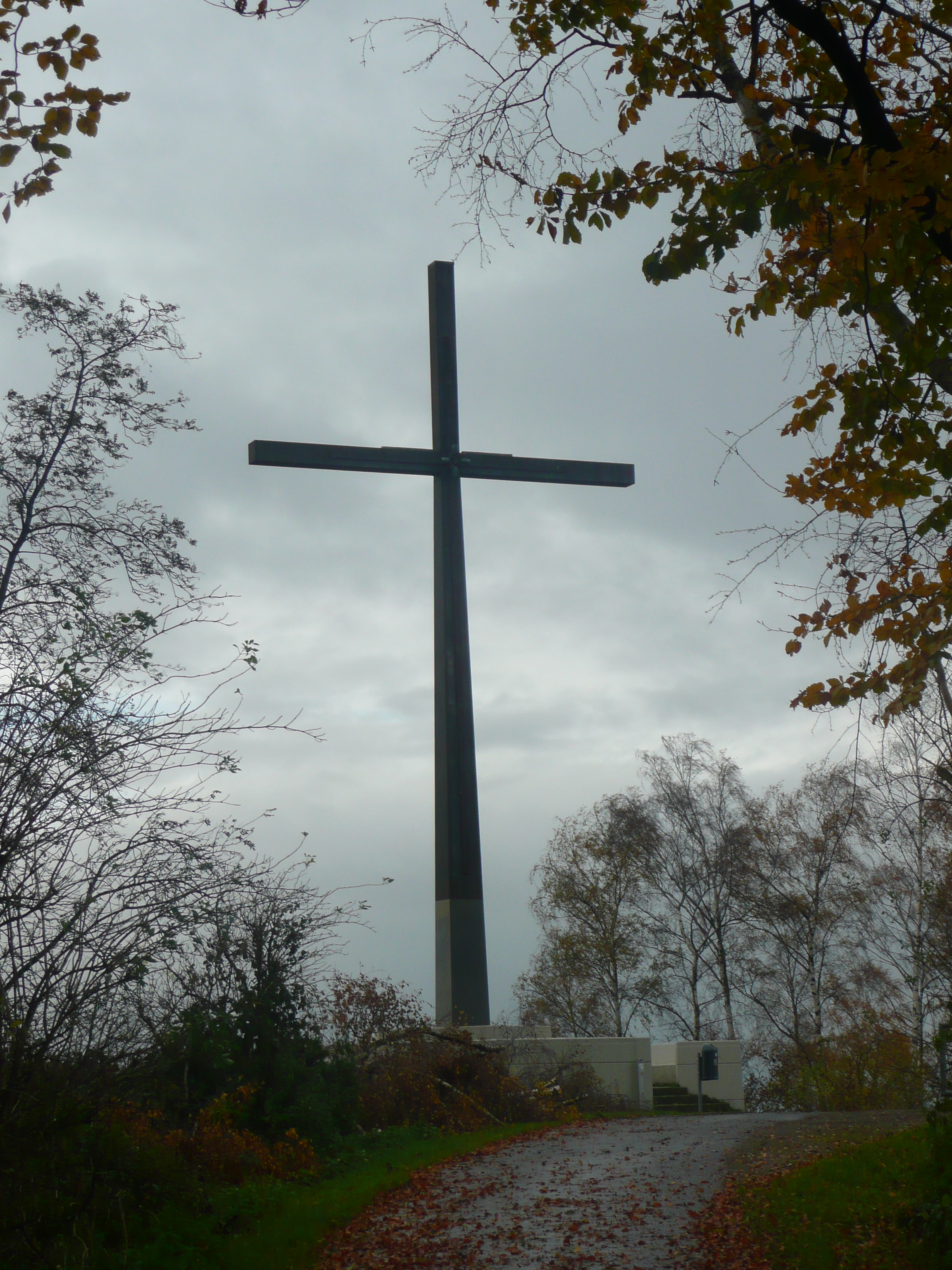
1971 errichtetes neues Gipfelkreuz
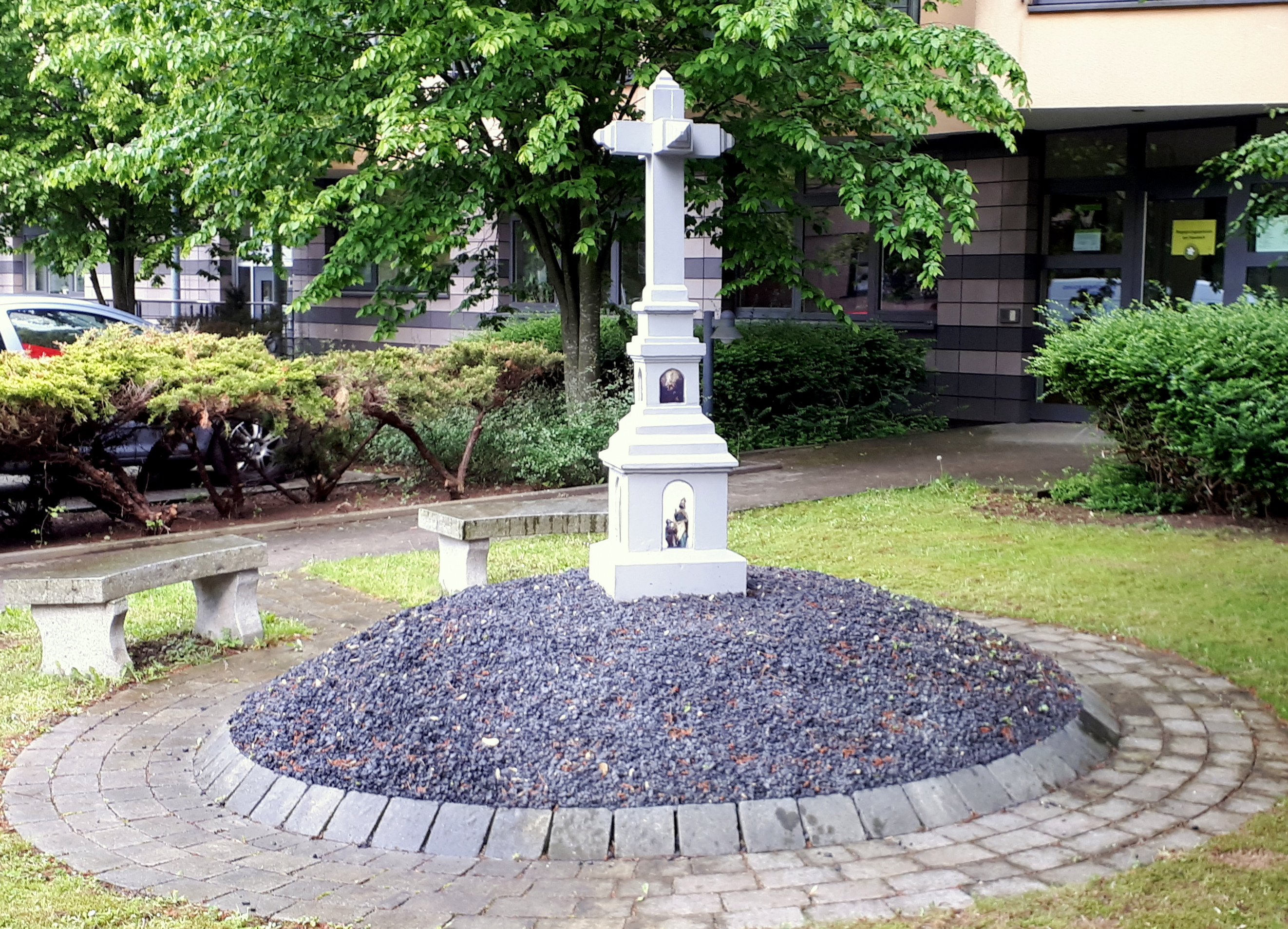
Nachbildung Haarener Kreuz
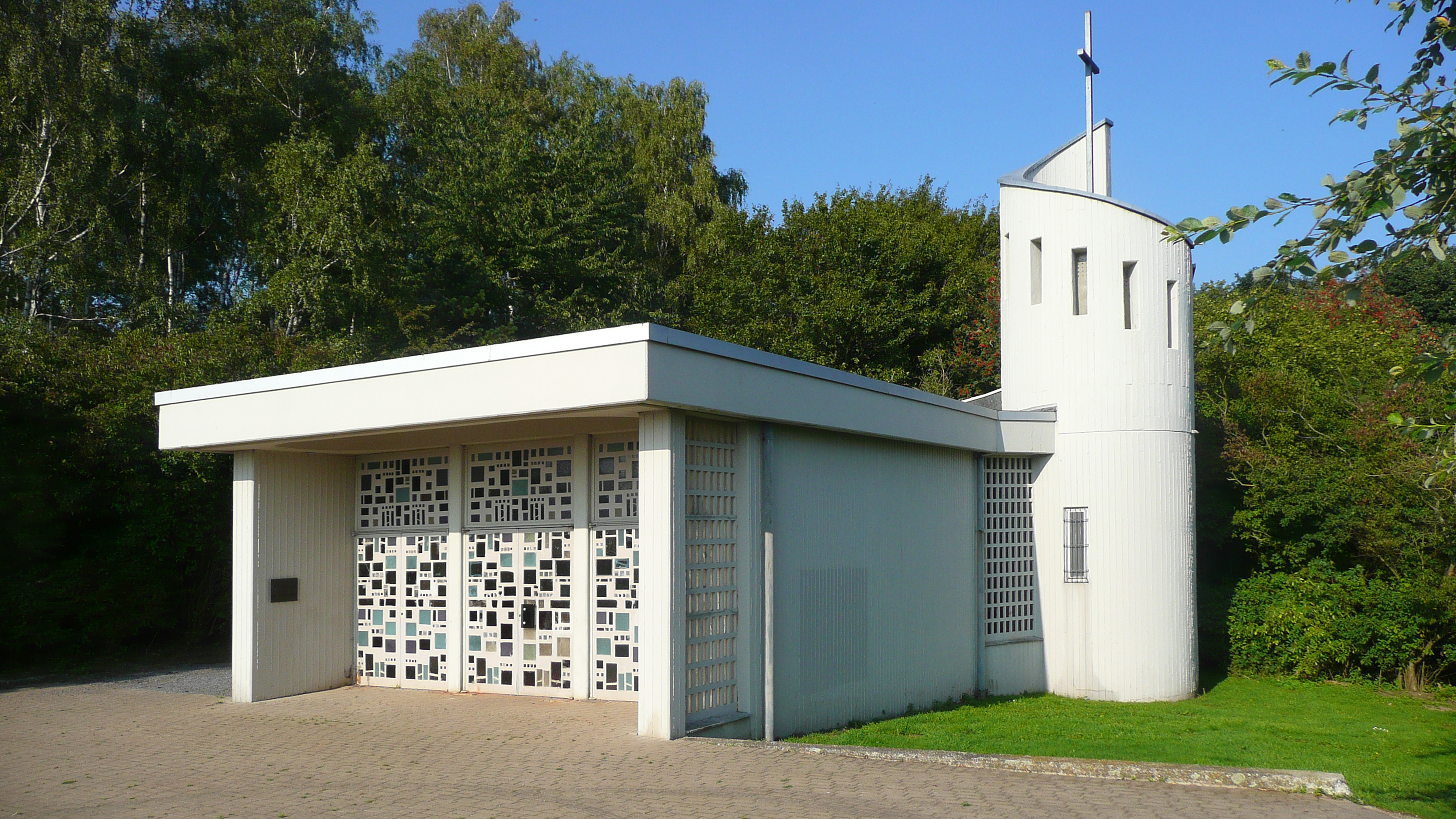
Friedenskapelle auf dem Haarberg